# Howard Tripp
Howard George Tripp (ur. 3 lipca 1927 w Londynie, zm. 3 października 2022 tamże) – brytyjski duchowny rzymskokatolicki, w latach 1980–2004 biskup pomocniczy Southwark. 

## Życiorys
Święcenia kapłańskie przyjął 31 maja 1953 w archidiecezji Southwark. 20 grudnia 1979 papież Jan Paweł II mianował go biskupem pomocniczym tej archidiecezji ze stolicą tytularną Neoportus. Sakry udzielił mu 30 stycznia 1980 Michael Bowen, ówczesny arcybiskup metropolita Southwark. W lipcu 2002 osiągnął biskupi wiek emerytalny (75 lat), jednak papież przedłużył jego posługę o ponad półtora roku, do 7 stycznia 2004. Od tego czasu pozostaje jednym z biskupów seniorów archidiecezji. 